# Championnat des moins de 17 ans de la CONMEBOL 2005
Navigation
Bolivie 2003 Équateur 2007
Le Championnat des moins de 17 ans de la CONMEBOL 2005 est la onzième édition du Championnat des moins de 17 ans de la CONMEBOL qui a eu lieu à Maracaibo au Venezuela du 1er au 17 avril 2005. Ce tournoi sert de qualification pour la Coupe du monde des moins de 17 ans, organisée au Pérou durant l'été 2005 : les 2 premiers de la poule finale seront directement qualifiés pour la phase finale (et le 3e si le Pérou termine parmi les 2 premiers).
Le Brésil, devancé par l'Argentine lors de l'édition précédente, remporte la compétition pour la 7e fois de son histoire, devant l'Uruguay et l'Équateur. L'Argentine rate complètement son tournoi et est éliminée dès le premier tour.

## Résultats
La confédération sud-américaine ne compte que 10 membres, il n'y a donc pas d'éliminatoires; toutes les sélections participent au premier tour, où elles sont réparties en 2 poules de 5 et s'y rencontrent une fois. À l'issue du premier tour, les 2 premiers de chaque poule se qualifient pour la poule finale où chaque équipe rencontre 1 fois chacun de ses adversaires. Le premier du classement final est déclaré champion d'Amérique du Sud.

### Premier tour

#### Poule 1
| Rang | Équipe    | Pts | J | G | N | P | Bp | Bc | Diff |  | Résultats (▼ dom., ► ext.) |  |     |     |     |     |
| ---- | --------- | --- | - | - | - | - | -- | -- | ---- |  | -------------------------- |  | --- | --- | --- | --- |
| 1    | Brésil    | 9   | 4 | 3 | 0 | 1 | 18 | 7  | +11  |  | Brésil                     |  | 5-1 | 2-3 | 4-2 | 7-1 |
| 2    | Équateur  | 9   | 4 | 3 | 0 | 1 | 12 | 8  | +4   |  | Équateur                   |  |     | 3-1 | 3-1 | 5-1 |
| 3    | Paraguay  | 9   | 4 | 3 | 0 | 1 | 12 | 8  | +4   |  | Paraguay                   |  |     |     | 5-2 | 3-1 |
| 4    | Bolivie   | 3   | 4 | 1 | 0 | 3 | 8  | 14 | -6   |  | Bolivie                    |  |     |     |     | 3-2 |
| 5    | Venezuela | 0   | 4 | 0 | 0 | 4 | 5  | 18 | -13  |  | Venezuela                  |  |     |     |     |     |

#### Poule 2
| Rang | Équipe    | Pts | J | G | N | P | Bp | Bc | Diff |  | Résultats (▼ dom., ► ext.) |  |     |     |     |     |
| ---- | --------- | --- | - | - | - | - | -- | -- | ---- |  | -------------------------- |  | --- | --- | --- | --- |
| 1    | Uruguay   | 9   | 4 | 3 | 0 | 1 | 8  | 1  | +7   |  | Uruguay                    |  | 0-1 | 4-0 | 1-0 | 3-0 |
| 2    | Colombie  | 7   | 4 | 2 | 1 | 1 | 4  | 2  | +2   |  | Colombie                   |  |     | 0-1 | 0-0 | 3-1 |
| 3    | Chili     | 6   | 4 | 2 | 0 | 2 | 6  | 7  | -1   |  | Chili                      |  |     |     | 2-3 | 3-0 |
| 4    | Argentine | 4   | 4 | 1 | 1 | 2 | 6  | 7  | -1   |  | Argentine                  |  |     |     |     | 3-4 |
| 5    | Pérou     | 3   | 4 | 1 | 0 | 3 | 5  | 12 | -7   |  | Pérou                      |  |     |     |     |     |

### Poule finale
|   | Équipe   | Pts | J | G | N | P | BP | BC | Diff |
| - | -------- | --- | - | - | - | - | -- | -- | ---- |
| 1 | Brésil   | 7   | 3 | 2 | 1 | 0 | 9  | 4  | +5   |
| 2 | Uruguay  | 7   | 3 | 2 | 1 | 0 | 7  | 4  | +3   |
| 3 | Équateur | 3   | 3 | 1 | 0 | 2 | 5  | 9  | -4   |
| 4 | Colombie | 0   | 3 | 0 | 0 | 3 | 2  | 6  | -4   |

| 13 avril | Brésil   | 3 | 1 | Colombie |
|          | Uruguay  | 4 | 2 | Équateur |
| 15 avril | Uruguay  | 1 | 0 | Colombie |
|          | Brésil   | 4 | 1 | Équateur |
| 17 avril | Brésil   | 2 | 2 | Uruguay  |
|          | Équateur | 2 | 1 | Colombie |

### Équipes qualifiées pour la Coupe du monde
Les sélections qualifiées pour la prochaine Coupe du monde sont :
- Brésil
- Uruguay
- Équateur

### Meilleurs buteurs
8 buts :
- Kerlon

6 buts :
- Elias Figueroa

5 buts :
- Anderson
- Ramón
- Carlos Acuña

## Sources et liens externes